# إرجين أتامان
إرجين أتامان مواليد 7 يناير 1966، هو مدرب كرة سلة تركي ولاعب سابق بدأ مسيرته الاحترافية في سنة 1984. اعتزل اللعب في 1996.